# 富盛站
富盛站（韓語：부성역）是朝鮮民主主義人民共和國咸鏡南道长津郡的一個鐵路車站，属于长津线。

## 邻近车站
长津线
古土站 - 富盛站 - 上坪站